# Parc national de Doi Khun Tan
Le parc national de Doi Khun Tan (thaï : อุทยานแห่งชาติดอยขุนตาล) est un parc national de la Thaïlande situé dans les provinces de Lamphun et de Lampang. Il a une superficie de 255,29 km2 et a été créé en 1975. 

Le point le plus bas de cette région montagneuse est à 325 m au-dessus de la mer. Le point culminant est le sommet de la montagne Doi Khun Tan à 1373 m. 

En rouge, n°26, parc national de Doi Khun Tan ; en bleu : n° 46, parc national de Doi Inthanon ; n°47, parc national de Doi Pha Hom Pok ; n° 48, parc national de Doi Suthep-Pui

Ce parc national est essentiellement connu pour le tunnel de Khun Tan (Khuntan Tunnel), le plus long tunnel ferroviaire de Thaïlande : 1352,1 m.

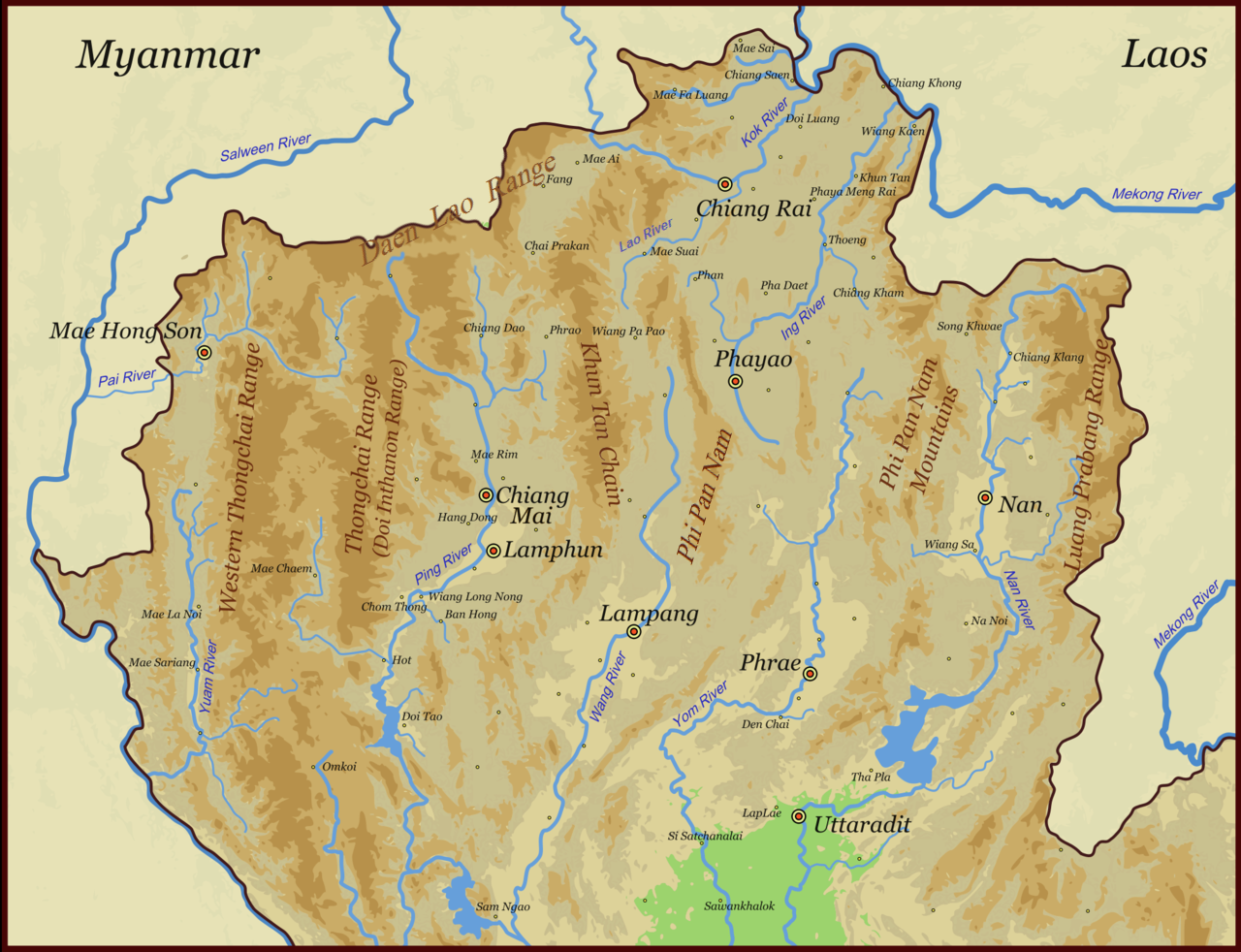
Topographie du Nord de la Thaïlande : entre Lampun et Lampang se trouve la chaîne de montagnes Khun Tan (Khun Tan Chain)

## Climat
Il y a trois saisons : la saison chaude est en février, mars et avril ; la saison des pluies commence en mai et finit en octobre ; la saison froide est en novembre, décembre et janvier.

## Le tunnel de Khun Tan
En 1907, le tunnel de Khun Tan commence à être creusé dans le granit. L'ingénieur allemand Emil Eisenhofer dirige les opérations. Les travaux durent 12 ans et se terminent en 1918.

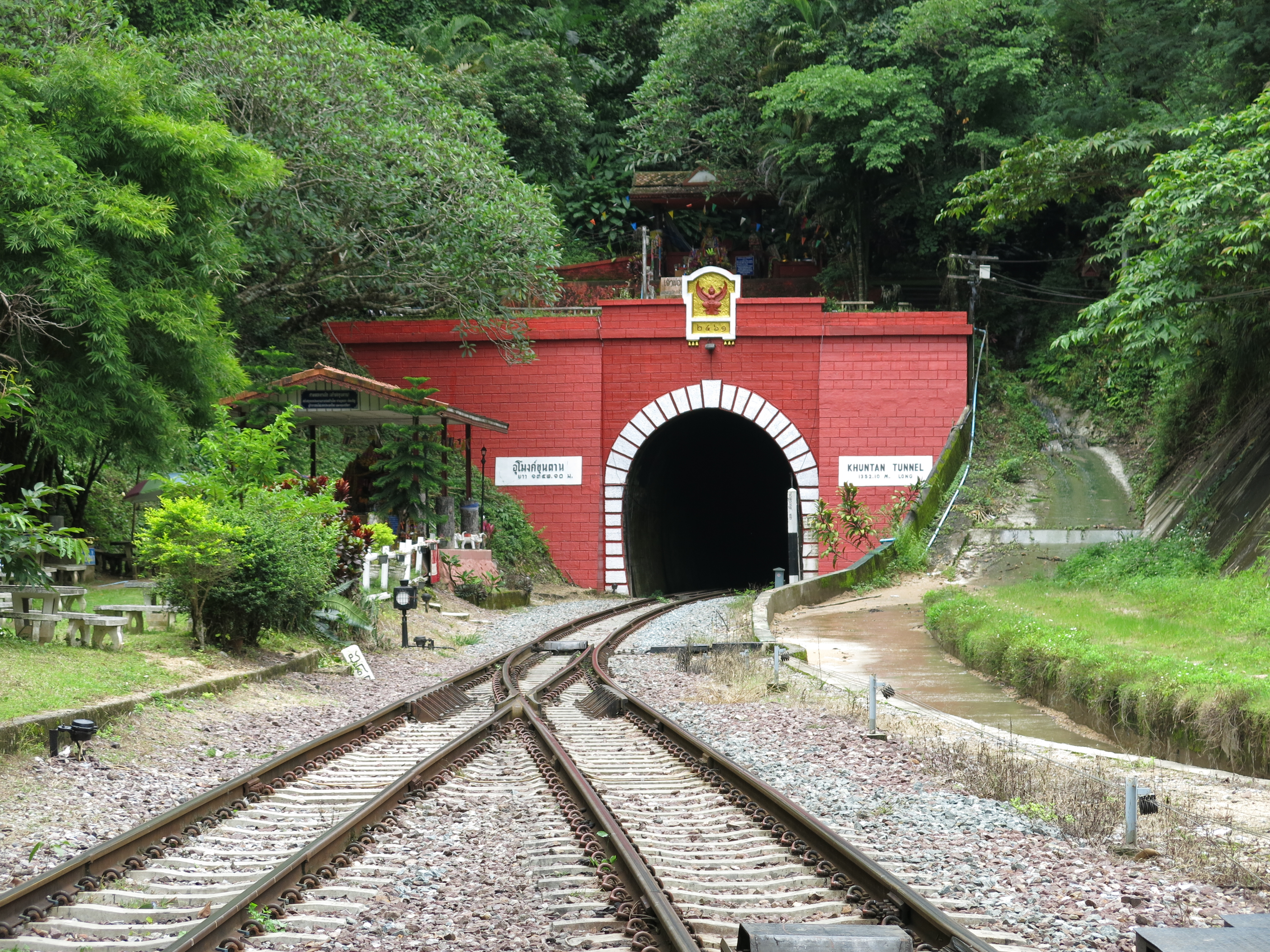
Tunnel de Khun Tan

Ce tunnel est aussi appelé « le cimetière des travailleurs » (cemetery of laborers) car plus de 1000 ouvriers seraient morts pendant la construction de cet ouvrage : morts d'accidents, de malaria, de bagarres entre-eux souvent dues à la dépendance à l'opium ; on raconte même que quelques uns auraient été mangés par des tigres. Un monument à l'entrée du tunnel contenant les cendres de Eisenhofer rend hommage à l'ingénieur et aux travailleurs morts pendant la construction du tunnel,.

## Faune et flore

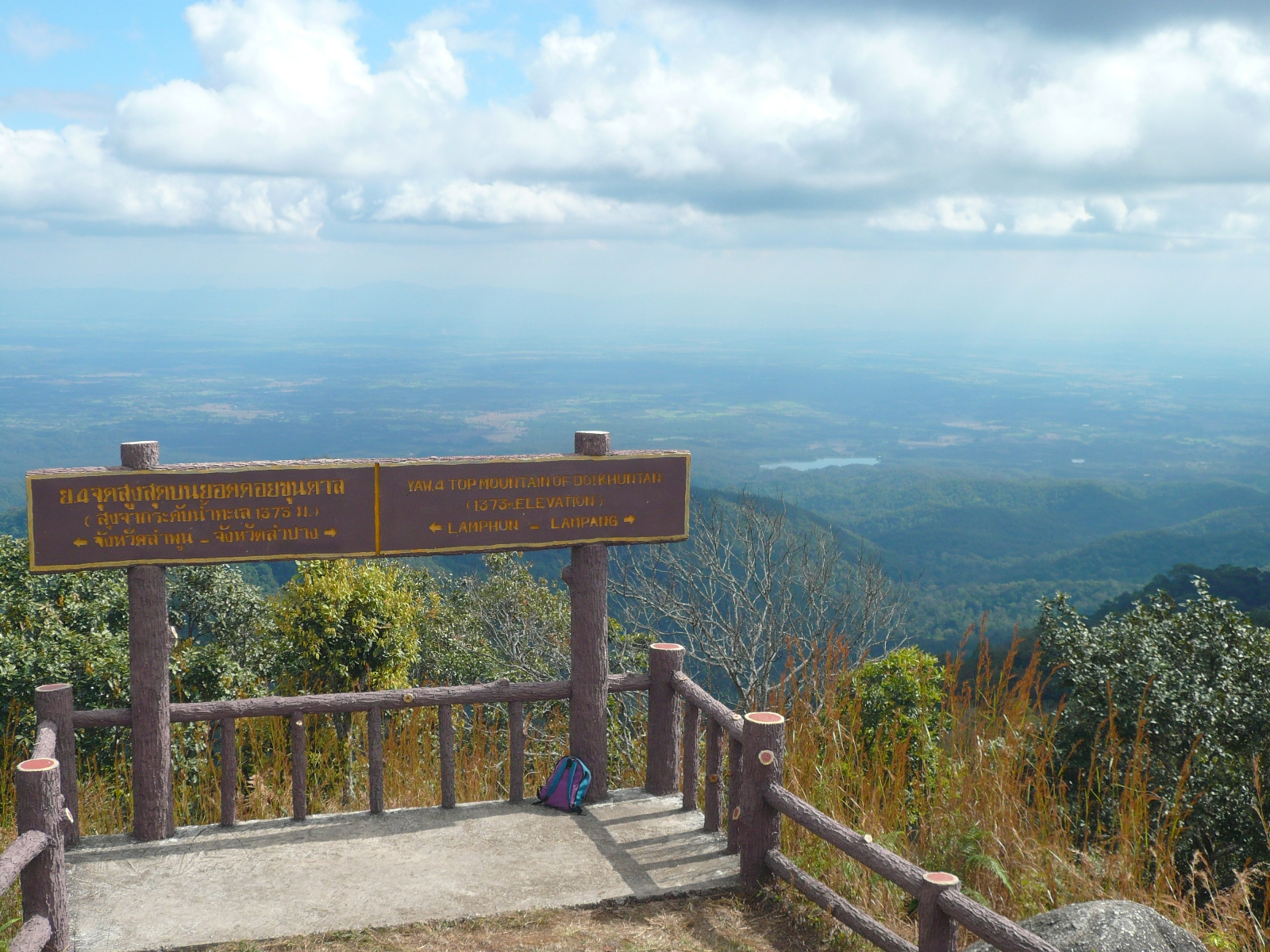
Point de vue sur la région depuis le sommet de la montagne de Doi Khun Tan à 1373 m d'altitude

### Faune
Jadis, il y avait des tigres, des éléphants, des saros, des gibbons ... mais ils ont disparu à cause de la chasse, de l'exploitation forestière et des incendies fréquents. 
Aujourd'hui, la biodiversité au niveau de la faune s'est donc beaucoup dégradée. 
On ne rencontre qu'une faune plus ordinaire composée :
- de petits cerfs aboyeurs et de grands cerfs sambar, de cochons sauvages sangliers, de singes macaques et semnopithèques de Phayre, de lièvres de Birmanie (lepus peguensis ou lièvres du Siam), de grandes civettes de l'Inde, d'écureuils des palmiers menetes berdmorei et d'écureuils rayés de l'Himalaya tamiops mcclellandii, de toupaye de Belanger et de petits rats des bambous... ;
- de tortues à grosse tête ; de serpents xenochrophis et trimeresurus ; de lézards geckos hemidactylus platyurus, de dragons volants draco maculatus, de scinques et de varans du Bengale... ;
- d'amphibiens dont des crapauds masqués ;
- d'insectes et d'araignées[7] ;

Mais on peut cependant, bien sûr, observer aussi de nombreux oiseaux : 
- des oiseaux passereaux de petites et moyennes tailles comme le bulbul à tête noire et le bulbul cul d'or, le bruant nain, le loriot de Chine, la sittelle géante et la sittelle veloutée, le souimanga à dos vert, la timalie à gorge striée, le verdin à tête jaune...
- ainsi que des oiseaux non passereaux plutôt moyens ou grands comme le barbu à plastron rouge et le barbu rayé, le coq doré (coq sauvage), le grand coucal, le guêpier de Leschenault, le petit-duc à collier, le rollier indochinois coracias affinis, la tourterelle à tête grise et la tourterelle tigrine etc.[8]

### Flore
On visite donc de nos jours ce parc national davantage pour ses paysages, en particulier pour y voir la cascade de Tat Moei (น้ำตก ตาดเหมย), haute de 10 m, ainsi que la cascade de Mae Long.
On y va aussi pour découvrir sa grande biodiversité au niveau de la flore : il y a plus de 1300 espèces de fleurs sauvages dont de très nombreuses orchidées...
Des sentiers de randonnée bien balisés offrent de jolies promenades :
- dans des forêts tropicales constituées de tecks ; d'afzelia xylocarpa et de pterocarpus macrocarpus ; d'artocarpus lacucha ; de diptérocarpacées anisoptera costata, dipterocarpus obtusifolius, hopea odorata, shorea obtusa et shorea siamensis ;   de lithocarpes ou chênes à tan lithocarpus cerifer et lithocarpus sootepensis ; d'acajous indiens ; de baccaurea ramiflora et de myrobolan emblique ; de kussams (schleichera oloesa) et de faux mangoustaniers ou santols sandoricum koetjape ; de lagerstroemia calyculata ; de schima wallichii ; de terminalia bellirica ; de magnolias michelia sphaerantha et magnolia champaca ; de manguiers et de mangifera pentandra ; de bananiers musa acuminata ; de palmiers grimpants calameae ; de fougères diplazium esculentum... ;
- dans des forêts de bambous ;
- et dans des forêts de pins à trois aiguilles et de pins de Sumatra[10].